# Constantin Tomaszczuk
Constantin Tomaszczuk (cyrilicí Костянтин Томащук; 13. března 1840 Černovice – 19. prosince 1889 Vídeň) byl rakouský právník, vysokoškolský pedagog a politik z Bukoviny, v 2. polovině 19. století poslanec Říšské rady, zakladatel Černovické univerzity.

## Biografie
Byl nejstarším synem Parthenia Tomaszczuka, aktuára konzistoře. Ve věku 17 let absolvoval gymnázium v Černovicích. Pak studoval práva na Lvovské univerzitě, kde získal titul doktora práv. Nastoupil potom na finanční prokuraturu do sedmihradské Sibině. Ve věku 31 let začal pracoval jako rada zemského soudu v Černovicích.
Zasadil se o zřízení Černovické univerzity (vznikla jako Franz-Josephs-Universität) a roku 1875 na ní byl jmenován řádným profesorem práva (katedra občanského trestního řádu).
Zasedal v městské radě v Černovicích. Město mu udělilo i čestné občanství. Od roku 1871 byl poslancem Bukovinského zemského sněmu za velkostatkářskou kurii. Mandát zemského poslance složil roku 1874. Vrátil se sem ovšem roku 1878, nyní za kurii venkovských obcí, obvod Câmpulung, Dorna. Později zemský mandát obhájil za obvod Rădăuți.
Zemský sněm ho roku 1871 zvolil i za poslance Říšské rady (celostátního parlamentu), tehdy ještě nepřímo volené, za velkostatkářskou kurii v Bukovině. Uspěl rovněž v prvních přímých volbách do Říšské rady roku 1873 za kurii venkovských obcí, obvod Černovice, Storožynec, Siret atd. Mandát zde obhájil i ve volbách roku 1879. Ve volbách roku 1885 uspěl za městskou kurii, obvod Suceava, Siret atd. Poslancem byl až do své smrti roku 1889. Pak ho v parlamentu nahradil Eudoxiu de Hurmuzachi.
V roce 1873 se uvádí jako Dr. Constantin Tomaszczuk, c. k. univerzitní profesor, bytem Černovice. V roce 1873 zastupoval v parlamentu blok Ústavní strany (centralisticky a provídeňsky orientované). V jejím rámci patřil k staroliberálnímu křídlu. V roce 1878 byl členem poslaneckého klubu levice. I po dalších volbách se v říjnu 1879 uvádí jako člen staroněmeckého Klubu liberálů (Club der Liberalen). Pocházel z etnicky rumunské rodiny, ale český tisk ho v nekrologu řadí mezi osobnosti, které se přimkly k Ústavní straně a k německému politickému a kulturnímu táboru. Když ovšem na Říšské radě vznikl poslanecký klub Sjednocené levice, měl se Tomaszczuk zasadit o to, aby z názvu nové formace bylo vypuštěno slovo německé.
Zemřel v prosinci 1889. Autorem jeho pomníku v Černovicích byl rakouský sochař Anton Brenek.